# Joanna Tomala
Joanna Tomala (ur. 1 lutego 1994) – polska strzelczyni specjalizująca się w strzelaniu z pistoletu, srebrna i brązowa medalistka mistrzostw Europy, mistrzyni świata juniorek, wielokrotna mistrzyni Europy juniorek.

## Życiorys
Uczyła się w Wydziale Dowodzenia i Operacji Morskich Akademii Marynarki Wojennej.
W 2015 roku zdobyła brązowy medal mistrzostw Europy w rywalizacji drużynowych pistoletu pneumatycznego razem z Klaudią Breś i Beatą Bartków-Kwiatkowską. Indywidualnie Joanna zdobyła 378 punktów, przez co zajęła szesnaste miejsce w zawodach indywidualnych.
Na mistrzostwach Europy we Wrocławiu w 2020 roku zdobyła srebrny medal w drużynowym pistolecie pneumatycznym. Skład drużyny uzupełniły Klaudia Breś i Beata Bartków-Kwiatkowska, z którymi przegrała w finale z reprezentantkami Serbii 12–16.